# مکسیم کالنچوک
مکسیم کالنچوک (اوکراینی: Максим Миколайович Каленчук؛ زادهٔ ۵ دسامبر ۱۹۸۹) بازیکن فوتبال اهل اوکراین است.
از باشگاه‌هایی که در آن بازی کرده‌است می‌توان به باشگاه فوتبال ویتبسک و باشگاه فوتبال استال کامیانسکه اشاره کرد.